# La Laja, Cutzamala de Pinzón
La Laja är en ort i Mexiko.   Den ligger i kommunen Cutzamala de Pinzón och delstaten Guerrero, i den södra delen av landet, 190 km väster om huvudstaden Mexico City. La Laja ligger 388 meter över havet och antalet invånare är 166.
Terrängen runt La Laja är huvudsakligen kuperad, men åt sydost är den platt. Runt La Laja är det ganska tätbefolkat, med 60 invånare per kvadratkilometer. Närmaste större samhälle är San Lucas, 14,0 km sydväst om La Laja. Omgivningarna runt La Laja är en mosaik av jordbruksmark och naturlig växtlighet.